# Österreichische Gesellschaft für Meteorologie
Die Österreichische Gesellschaft für Meteorologie (ÖGM) ist ein Zusammenschluss von Meteorologen und an Meteorologie interessierten Personen auf freiwilliger Basis. Ihr Ziel ist die Förderung der Meteorologie als Wissenschaft und ihre Beziehungen zu Problemen des praktischen Lebens.

## Geschichte
Die Gesellschaft wurde 1865 in Wien gegründet und ist damit die drittälteste, noch bestehende meteorologische Gesellschaft der Welt, nach der Royal Meteorological Society in London (gegründet 1850) und der Météo et Climat, société française de la météorologie et du climat (gegründet: 1852 als Société météorologique de France).
Bereits ab 1866 gab die Österreichische Gesellschaft für Meteorologie gemeinsam mit der Deutschen Meteorologische Gesellschaft die Meteorologische Zeitschrift heraus.
Die Gründung der Gesellschaft basiert auf der Bündelung der Ideen führender Naturwissenschaftler in Wien.
Die Gründungsmitglieder der ÖGM im Jahr 1865 waren:
- Luigi Calsavara, k. k. Consular-Agent zu Valona in Albanien.
- Franz Ritter von Friedau, Privatier in Wien.
- Emerich Gabely, Professor am k. k. Schotten-Gymnasium zu Wien
- Sigismund Gschwandner, Professor am k. k. Schotten-Gymnasium zu Wien
- Karl Jelinek, k. k. Sectionsrath, Director der k. k. Centralanstalt für Meteorologie und Erdmagnetismus in Wien
- Ludwig Josef Kappeller, senior, Mechaniker in Wien
- Ludwig Ritter von Köchel, der Rechte, kaiserlicher Rath, in Wien
- Carl Eduard Kraft, k. k. l. p. Mechaniker in Wien
- Landwirthschafts-Gesellschaft zu Wien
- Karl Ludwig Littrow, k. k. Regierungsrath, Director der k. k. Sternwarte zu Wien
- Georg Ritter von Martyr, k. k. Consul zu Corfú
- Gregor Mendel, Abt und Prälat des Stiftes St. Thomas in Brünn
- Hermann Militzer, kaiserlicher Rath und Inspector der Staats Telegraphen in Wien
- August Neilreich, p. k. k. Ober-Landesgerichtsrath in Wien.
- Augustin Reslhuber, Abt des Stiftes Krensmünster und Director der Sternwarte
- Otto Sternbach, Freiherr von zu Bludenz
- Eduard Strache, Eisenbahn-Direktor, in Dornbach
- Bernhard Freiherr von Wüllerstorf-Urbair, k. k. wirkl. geh. Rath und Vice-Admiral in Graz.

Im Jahr 1874 wurde die ÖGM geleitet von einem Präsidium und 12 Ausschussmitgliedern.
- Präsident: Regierungsrath Karl Ludwig von Littrow
- Vize-Präsident: Hofrath Anton Ritter von Schrötter.

Im Ausschuss vertreten waren:
- Emerich Gabely
- Moriz Kuhn
- Victor von Lang
- Hofrath Karl Jelinek
- Hofrath Joseph Roman Lorenz
- Sectionsrath Hermann Militzer
- Theodor Ritter von Oppolzer
- Edmund Reitlinger
- Friedrich Simony
- Edmund Weiss
- Franz Pisco
- Mechaniker Ludwig J. Kappeller sen.

1886 unterstützte sie den Bau des Observatorium Sonnblick, welches sie 1925 an den Sonnenblick Verein übergab.
1999 war die ÖGM Gründungsmitglied der Europäischen Meteorologischen Gesellschaft (EMS).

## Aktivitäten
Die ÖGM ist zusammen mit der Deutschen und der Schweizerischen Gesellschaft für Meteorologie Herausgeber der wissenschaftlichen Fachzeitschrift „Meteorologische Zeitschrift“. Zusätzlich erscheint ihre interne Zeitschrift, das ÖGM bulletin, zweimal im Jahr.
Alle zwei Jahre veranstaltet sie im November den Österreichischen MeteorologInnentag. Zuletzt fand er 2019 in Salzburg und 2023 in Innsbruck statt.
Außerdem unterstützt sie meteorologische Forschungen.

### Auszeichnungen
Eduard-Brückner-Preis: Sie verleiht im Rahmen der Deutschen Klimatagung den Eduard-Brückner-Preis „für herausragende interdisziplinäre Leistungen in der Klimaforschung“, benannt nach dem Klimatologen Eduard Brückner. Bisherige Preisträger waren 2000 Christian Pfister, 2003 Ernst Maier-Reimer und 2006 Roger Pielke jr.
Julius von Hann Medaille: Die Julius von Hann Medaille ist eine Auszeichnung für Personen, die in der Meteorologie und/oder Klimatologie besondere Verdienste geleistet haben.
Max-Margules Preis: Der Max-Margules-Preis ist ein Preis zur Förderung junger Wissenschaftler. Er wird für eine hochqualifizierte Arbeit im Fachgebiet der Meteorologie und Klimatologie, die in der „Meteorologischen Zeitschrift“ in den drei letzten Jahrgängen erschienen ist, vergeben. Der Autor darf bei der Einreichung nicht älter als 35 sein.

## Vorstand
Erster Vorsitzender der ÖGM ist derzeit Gerhard Wotawa von GeoSphere Austria.
Sein Stellvertreter ist Harald Rieder von der Universität für Bodenkultur Wien.